# Pablo Neruda
Pablo Neruda   (Parral, 12 de juliol de 1904 - Santiago de Xile, 23 de setembre de 1973), pseudònim de Ricardo Eliezer Neftalí Reyes Basoalto, fou un poeta i diplomàtic xilè, guardonat amb el Premi Nobel de Literatura l'any 1971.

## Vida

### Primers anys
Va néixer el 12 de juliol de 1904 a la ciutat xilena de Parral, població situada a la província de Linares, fill d'un ferroviari i orfe de mare des del primer mes de vida. El 1906, la seva família es traslladà a Temuco, on el seu pare es casà amb Denise Rios, a qui el poeta esmenta amb el nom de Mamadre. Realitza els seus estudis en el Liceu d'Homes d'aquesta ciutat, on també publica els seus primers poemes en el periòdic regional La Mañana.
El 1919, obté el tercer premi en els Jocs Florals de Maule amb el seu poema Nocturno ideal i, el 1920, comença a contribuir a la revista literària Selva Austral sota el pseudònim de Pablo Neruda, adoptat en homenatge al poeta txec Jan Neruda (1834-1891).
El 1921, s'estableix a Santiago de Xile i estudia pedagogia en francès a l'Institut Pedagògic de la Universitat de Xile, on obté el primer premi de la festa de la primavera amb el poema La canción de fiesta, publicat posteriorment en la revista Juventud. El 1923, publica Crepusculario, que és reconegut amb elogis d'escriptors xilens com Alone, Raúl Silva Castro i Pedro Prado.
El 1924, publica la seva obra més famosa Veinte poemas de amor y una canción desesperada, en la qual encara es nota una influència del modernisme. Posteriorment, manifesta un propòsit de renovació formal d'intenció avantguardista en tres breus llibres publicats el 1926: El habitante y su esperanza; Anillos (en col·laboració amb Tomás Lagos) i Tentativa del hombre infinito.

### Carrera diplomàtica

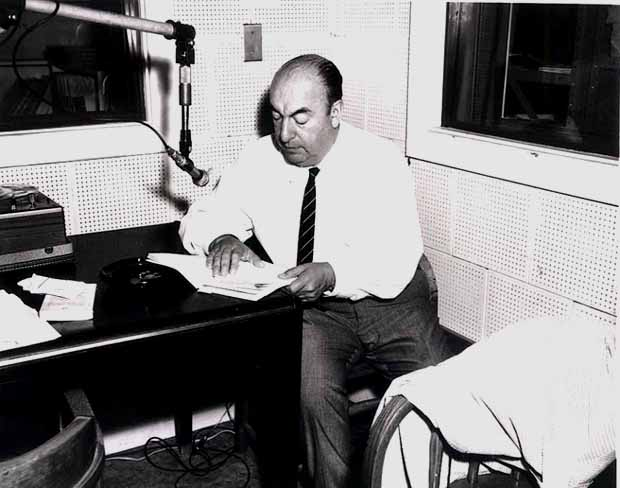
Pablo Neruda l'any 1966

El 1927, comença la seva llarga carrera diplomàtica a Yangon, Birmània. Posteriorment, fou nomenat cònsol a Sri Lanka, l'illa de Java, Singapur, Buenos Aires, Barcelona i Madrid. En els seus múltiples viatges, coneix Federico García Lorca a Buenos Aires i Rafael Alberti a Barcelona. El 1935, Manuel Altolaguirre li lliura la direcció de la revista Caballo verde para la poesía, en la qual és company dels poetes de la Generació del 27.
Commogut per l'esclat de la Guerra Civil espanyola i el posterior assassinat de García Lorca, es compromet amb el moviment republicà, primer a Espanya i després—ja desplaçat del seu càrrec diplomàtic—a França, on inicia l'escriptura d'España en el corazón (1937). Aquell mateix any, retornà al seu país, i la seva poesia durant el període següent es caracteritzarà per una orientació cap a qüestions polítiques i socials, cosa que reforça les seves grans vendes de llibres.
L'any 1939, és designat cònsol especial per a la immigració espanyola a París, on destaca desenvolupant el projecte Winnipeg, vaixell que portaria uns 2.000 immigrants espanyols des de França a Xile. Posteriorment, fou assignat cònsol general a Mèxic, on reescriu Canto general de Chile, transformant-lo en un poema del continent sud-americà. Aquesta obra, titulada Canto general, fou publicada a Mèxic el 1950, i també clandestinament a Xile. Composta d'uns 250 poemes en quinze cicles literaris, constitueix (segons el parer del mateix Neruda) la part central de la seva producció artística.

### Retorn a Xile
El 1943 retornà a Xile, i el 1945 li fou concedit el Premi Nacional de Literatura de Xile. El 4 de març del mateix any, fou escollit senador de la república, i s'uní al Partit Comunista de Xile, en què militaven els seus principals rivals poètics, Pablo de Rokha i Vicente Huidobro, amb els quals protagonitzaria llargues discussions.
En les eleccions presidencials xilenes del 1946, triomfà la coalició Aliança Democràtica, integrada pel Partit Radical de Xile, els comunistes i demòcrates, i dugué al poder Gabriel González Videla. La repressió desencadenada per aquest últim contra els treballadors miners en vaga durà Neruda a protestar vehementment al Senat. La persecució deslligada pel govern de González Videla contra els seus antics aliats comunistes, que culminarà en la prohibició del partit el 3 de setembre del 1948, forçarà Neruda primer a la clandestinitat en el seu propi país, i després a l'exili. Fuig cap a l'Argentina creuant a cavall els Andes l'any 1949, i es dirigí a Europa. No retornarà a Xile fins al 1952, i desenvoluparà una activitat literària centrada en les seves activitats polítiques. El 1953, fou guardonat amb el Premi Lenin de la Pau entre els pobles.

### Últims anys

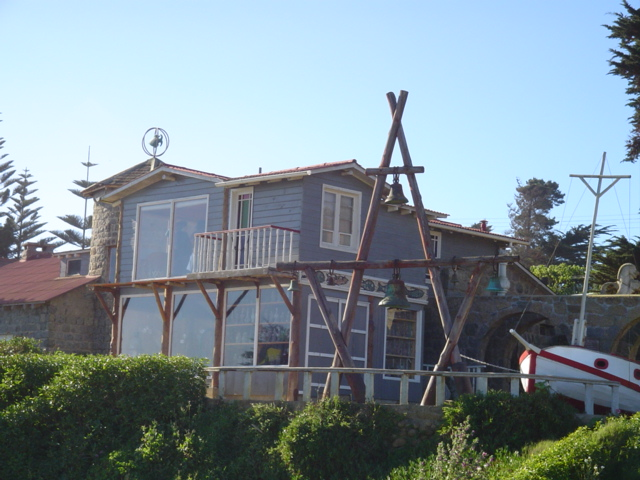
Casa de Neruda a Isla Negra, expropiada durant la dictadura d'Augusto Pinochet i actual museu en honor de Pablo Neruda

Neruda va establir forts vincles amb altres escriptors llatins d'esquerra, com ara el colombià Gabriel García Márquez o els brasilers Jorge Amado o Thiago de Mello.
El 1969, el Partit Comunista l'escollí precandidat a president de la república, però renuncià en favor de Salvador Allende com a candidat únic de la Unidad Popular, que triomfà en les eleccions del 1970. El govern de la Unitat Popular el designà ambaixador a França, d'on retornà al seu país el 1972. L'octubre del 1971, fou guardonat amb el Premi Nobel de Literatura «per una poesia que amb l'acció d'una força elemental porta viu el destí i els somnis d'un continent».
Morí el 23 de setembre del 1973 a la clínica Santa Maria de Santiago de Xile, a conseqüència oficialment d'un "càncer de pròstata", després de les anàlisis rere l'exhumació del cadàver, queda en evidència que fou assassinat pocs dies després del cop d'estat perpetrat per Augusto Pinochet contra el govern de Salvador Allende.

### Violació
En la seva obra pòstuma "Confieso que he vivido" s'hi troba un extracte en què l'autor confessa haver violat a una dona, mentre era cònsol de Ceilan el 1929.

## Obra
- Crepusculario. Santiago, Ediciones Claridad, 1923.
- Veinte poemas de amor y una canción desesperada. Santiago, Nascimento, 1924.
- Tentativa del hombre infinito. Santiago, Nascimento, 1926.
- El habitante y su esperanza. Novel·la. Santiago, Nascimento, 1926. (prosa)
- Residencia en la tierra (1925-1931). Madrid, Ediciones del Arbol, 1935.
- España en el corazón. Himno a las glorias del pueblo en la guerra: (1936-1937). Santiago, Ediciones Ercilla, 1937.
- Tercera residencia (1935-1945). Buenos Aires, Losada, 1947.
- Canto general. México, Talleres Gráficos de la Nación, 1950.
- Todo el amor. Santiago, Nascimento, 1953.
- Las uvas y el viento. Santiago, Nascimento, 1954.
- Odas elementales. Buenos Aires, Losada, 1954.
- Nuevas odas elementales. Buenos Aires, Losada, 1955.
- Tercer libro de las odas. Buenos Aires, Losada, 1957.
- Estravagario. Buenos Aires, Losada, 1958.
- Cien sonetos de amor. Santiago, Ed. Universitaria, 1959.
- Navegaciones y regresos. Buenos Aires, Losada, 1959.
- Poesías: Las piedras de Chile. Buenos Aires, Losada, 1960.
- Cantos ceremoniales. Buenos Aires, Losada, 1961.
- Memorial de Isla Negra. Buenos Aires, Losada, 1964. 5 volums.
- Diez Odas, amb gravats de Roser Bru. Barcelona, El Laberint, 1965.
- Arte de pájaros. Santiago, Ediciones Sociedad de Amigos del Arte Contemporáneo, 1966.
- Una casa en la arena, amb fotografies de Sergio Larrain, 1966[42]
- Fulgor y muerte de Joaquín Murieta. Bandido chileno injusticiado en California el 23 de julio de 1853. Santiago, Zig-Zag, 1967. (obra teatral)
- La Barcaola. Buenos Aires, Losada, 1967.
- Las manos del día. Buenos Aires, Losada, 1968.
- Fin del mundo. Santiago, Edición de la Sociedad de Arte Contemporáneo, 1969.
- Maremoto. Santiago, Sociedad de Arte Contemporáneo, 1970.
- La espada encendida. Buenos Aires, Losada, 1970.
- Discurso de Stockholm. Alpigrano, Italia, A. Tallone, 1972.
- Invitación al Nixonicidio y alabanza de la revolución chilena. Santiago, Empresa Editora Nacional Quimantú, 1973.
- Libro de las preguntas. Buenos Aires, Losada, 1974.
- Jardín de invierno. Buenos Aires, Losada, 1974.
- Confieso que he vivido. Memòries. Barcelona, Seix Barral, 1974. (autobiografia)
- Para nacer he nacido. Barcelona, Seix Barral, 1977.
- El río invisible. Poesia i prosa de joventut. Barcelona, Seix Barral, 1980.
- Obras completas. 3a. ed. augmentada. Buenos Aires, Losada, 1967. 2 volums.